# バーメイン・スタイバーン
バーメイン・スタイバーン（Bermane Stiverne、1978年11月1日 - ）はカナダのプロボクサー。ハイチのラ・プレイン出身。元WBC世界ヘビー級王者。身長のわりに長いリーチから放たれる強打は抜群の破壊力があり高いKO率を誇る。日本語表記ではバーメイン・スティバーンとも表記される。

## 来歴
10歳の時に家族と共にハイチからマイアミへ移住。大学時代はアメリカンフットボールをやっていたが怪我で断念しボクシングへ転向した。

### アマチュア時代
アマチュア時代の戦績は59戦49勝10敗。

### プロ時代
2005年7月29日、スタイバーンは25歳でプロデビューを初回1分26秒TKO勝ちで終えた。
2007年7月7日、デメトリス・キングと対戦し4回1分59秒TKO負けでキャリア初黒星となった。
2011年1月29日、カートソン・マンスウェルとWBCインターナショナル並びにWBC全米並びにWBAフェデラテンヘビー級王座決定戦を行い、2回1分52秒TKO勝ちで王座獲得に成功した。
2011年6月25日、WBC世界ヘビー級3位レイ・オースティンとWBC世界ヘビー級シルバー王座決定戦を行い、10回43秒TKO勝ちを収め王座獲得に成功した。
2013年4月27日、WBC世界ヘビー級1位のクリス・アレオーラとWBC世界ヘビー級挑戦者決定戦を行い、12回3-0（117-110が2者、118-109）の判定勝ちを収めWBC王座への挑戦権獲得に成功した。
2013年8月、スタイバーンが挑戦権を獲得したにもかかわらず、王者ビタリ・クリチコは2012年9月以降試合を1度も行っておらず引退か現役続行か曖昧な状態が続いていた。さらにビタリは最後に行った指名戦が2011年9月のトマシュ・アダメクとの試合で2年以上指名戦を行っていなかった。2度も指名挑戦者決定戦に勝ちビタリへの挑戦権を得ていたスタイバーンは、ビタリ側が3度に渡り指名戦入札を回避したことで「WBCがビタリを贔屓しているとは思いたくないが、期限内に指名戦を戦わなかったアンドレ・ウォードやセルヒオ・マルティネスの王座を剥奪したWBCがビタリのベルトを剥奪しないのは公平でない、WBCは自身のルールを守っておらず選手を平等に扱ってもいない」とWBCとビタリを批判した。
2014年5月10日、南カリフォルニア大学構内にあるガレン・センターでビタリ・クリチコの引退に伴いクリス・アレオーラとWBC世界ヘビー級王座決定戦を行い、6回2分2秒TKO勝ちを収め王座獲得に成功した
2015年1月17日、MGMグランド・ガーデン・アリーナでWBC世界ヘビー級1位の指名挑戦者でWBCアメリカ大陸ヘビー級王者デオンテイ・ワイルダーと対戦するが、12回0-3（109-118、108-119、107-120）の判定負けを喫し初防衛に失敗し王座から陥落した。
2015年11月14日、ザ・ジョイントでデリック・ロージーとヘビー級10回戦で復帰。初回こそダウンを奪われたが何とか巻き返し10回3-0(2者が96-93、95-94)の判定勝ちで10ヵ月ぶりの復帰戦で白星を飾った。
2016年11月14日、WBCが同月4日に抜き打ちで実施したドーピング検査でスタイバーンの尿サンプルからメチルヘキサンアミンの陽性反応が検出されたことを発表。スタイバーンには75,000ドルの罰金が科せられたが、「メチルヘキサンアミンを故意に摂取した証拠がない」として出場停止処分は科せられず、同年12月17日のアレクサンデル・ポベトキンとの試合は挙行されることが発表された。スタイバーンは栄養補助食品にメチルヘキサンアミンが入っていたと主張した。
2016年12月17日、エカテリンブルクでWBC世界ヘビー級1位のアレクサンデル・ポベトキンとWBC世界ヘビー級暫定王座決定戦を行い王座獲得を目指す予定だったが、同月6日にVADAが実施したドーピング検査でポベトキンのサンプルから禁止薬物のオスタリンが検出された検査結果が試合の20時間前に判明した為、試合は中止となった。
2017年2月6日、WBCは最新ランキングを発表し、スタイバーンをWBC世界ヘビー級1位にランクインした。
2017年11月4日、バークレイズ・センターでWBC世界ヘビー級王者のデオンテイ・ワイルダーと対戦し、初回2分59秒負けを喫し王座返り咲きに失敗した。
2019年2月23日、イギリス・グリニッジのO2アリーナでジョー・ジョイスとWBAヘビー級ゴールド王座決定戦で対戦し、6回TKO負けを喫し、王座獲得に失敗した。

## 獲得タイトル
- WBCインターナショナルヘビー級王座
- WBC全米ヘビー級王座
- WBAフェデラテンヘビー級王座
- WBC世界ヘビー級シルバー王座
- WBC世界ヘビー級王座（防衛0）